# Phil Hogan
Phil Hogan (Kilkenny, 4 juli 1960) is een Iers politicus en was van 1 november 2014 tot 26 augustus 2020 de Europees commissaris namens dat land.

## Biografie
Van 9 maart 2011 tot 11 juli 2014 was hij minister van Milieu, Gemeenschap en Lokale Overheden.
In het najaar van 2014 werd hij door de Ierse regering voorgedragen als Europees commissaris. Als Iers Eurocommissaris volgt hij Máire Geoghegan-Quinn op. Hij kreeg de portefeuille Landbouw en Plattelandsontwikkeling in de Commissie-Juncker. Zijn benoeming ging in op 1 november 2014. In de Commissie-Von der Leyen kreeg hij in december 2019 de portefeuille handel.
Op 26 augustus 2020 trad hij af nadat hij in opspraak geraakt was in het zogenoemde Oireachtas Golf Society schandaal waarbij verschillende Ierse politici zich tijdens een diner op een golfclub weinig van de restricties aantrokken die de regering had afgekondigd in verband met de coronacrisis.
Josep Borrell · 
Thierry Breton (tot 16 september 2024) · 
Helena Dalli · 
Valdis Dombrovskis · 
Elisa Ferreira · 
Marija Gabriel (tot 15 mei 2023) · 
Paolo Gentiloni ·  
Johannes Hahn · 
Iliana Ivanova (vanaf 19 september 2023) · 
Ylva Johansson · 
Věra Jourová · 
Wopke Hoekstra (vanaf 5 oktober 2023) · 
Phil Hogan (tot 26 augustus 2020) · 
Stella Kyriakidou · 
Janez Lenarčič · 
Ursula von der Leyen · 
Mairead McGuinness (vanaf 12 oktober 2020) · 
Didier Reynders · 
Margarítis Schinás · 
Nicolas Schmit · 
Maroš Šefčovič · 
Kadri Simson · 
Virginijus Sinkevičius · 
Dubravka Šuica · 
Frans Timmermans (tot 22 augustus 2023) ·   
Jutta Urpilainen · 
Adina-Ioana Vălean · 
Olivér Várhelyi · 
Margrethe Vestager · 
Janusz Wojciechowski
Vytenis Andriukaitis · Andrus Ansip (tot 2 juli 2019) · Dimitris Avramopoulos · Elżbieta Bieńkowska · Violeta Bulc · Miguel Arias Cañete  · Corina Crețu (tot 2 juli 2019) · Valdis Dombrovskis  · Marija Gabriel (vanaf 4 juli 2017) · Kristalina Georgieva (tot 1 januari 2017) · Johannes Hahn · Jonathan Hill (tot 15 juli 2016) · Phil Hogan  · Věra Jourová · Jean-Claude Juncker · Jyrki Katainen · Julian King (vanaf 19 september 2016) · Cecilia Malmström · Neven Mimica · Carlos Moedas · Federica Mogherini · Pierre Moscovici · Tibor Navracsics · Günther Oettinger · Maroš Šefčovič · Christos Stylianides · Marianne Thyssen · Frans Timmermans · Karmenu Vella · Margrethe Vestager
- Gemeinsame Normdatei: 119444623X
- Parlement.com: vj5g5m8sm6zm
- Virtual International Authority File: 8824156012421849700006
- WorldCat: E39PBJm989FmpQKBJmFjjHBwYP